# Sobekemsaf (13. Dynastie)
Sobekemsaf war ein altägyptischer Beamter, der in der 13. Dynastie (Zweite Zwischenzeit) lebte. 

## Hintergrund

### Familie
Er war der Sohn der Herrin des Hauses Duanefret und des Großen Schreibers des Wesirs Dedusobek Bebi, der wiederum der Bruder des hohen Beamten Nebanch war. Sobekemsaf  selbst war der Bruder der Königin Nubchaes. Sobekemsaf stammte damit aus einer wichtigen Familie, deren Mitglieder zahlreiche hohe Positionen im Land innehatten.

### Tätigkeiten
Sobekemsaf war Scheunenvorsteher und Herold von Theben, wahrscheinlich nicht zur gleichen Zeit. Sobekemsaf ist vor allem von einer lebensgroßen Statue bekannt, die sich heute im Kunsthistorischen Museum (Wien) befindet. Die Statue zeigt einen älteren korpulenten Mann und gilt als ein Meisterwerk ägyptischer Kunst. 
Vor allem die Datierung des Werkes in die 13. Dynastie produzierte einige Diskussionen, da die 13. Dynastie in der früheren Forschung als Periode des Niedergangs angesehen wurde und man sich nicht vorstellen konnte, dass so ein herausragendes Werk in diese Zeit datiert.